# Tossal de Beranui
El Tossal de Beranui és una muntanya de 1.282,3 metres d'altitud del municipi de la Torre de Cabdella, dins de l'antic terme de Mont-ros. Està situada a prop i a l'est de la població de Beranui.